# Republic Services
Republic Services ist ein US-amerikanisches Entsorgungsunternehmen mit Hauptsitz in Phoenix im US-Bundesstaat Arizona. Das Unternehmen führt die Entsorgung von festen und ungefährlichen Abfallstoffen von Privathaushalten und gewerblichen Betrieben in den Vereinigten Staaten und Puerto Rico durch und betreibt Deponien sowie Recyclinganlagen. Republic Services wurde 1996 gegründet und übernahm 2008 den Konkurrenten Allied Waste Industries. Republic Services war ursprünglich Teil des Republic Industries-Konzerns, der sich ab 1998 auf den Automobilhandel fokussierte und Republic Services über einen Börsengang abstieß. Republic Industries firmiert heute als AutoNation. In die Kritik kam das Entsorgungsunternehmen, da es von Allied Waste Industries in St. Louis eine verfüllte und stillgelegte Deponie übernommenen hatte, auf der Jahrzehnte zuvor radioaktiven Abfall mehr oder weniger unter Geheimhaltung entsorgt worden war. Es gibt bis heute Proteste von Anwohnern gegen diese Deponie, da in der Umgebung eine erhöhte Krebsrate zu verzeichnen ist.
In der Fortune 500-Liste der umsatzstärksten US-amerikanischen Unternehmen im Jahr 2018 belegte Republic Services den Rang 296. Nach dem Wettbewerber Waste Management ist Republic Services das zweitgrößte privatwirtschaftliche Unternehmen der Vereinigten Staaten, das sich ausschließlich mit Entsorgungsdienstleistungen befasst. Die Fleet Owner 500-Liste des Jahres 2019, die die größten Fuhrpark-Betreiber der Vereinigten Staaten aufführt – Logistikunternehmen sind hierbei ausgenommen – führt Republic Services auf dem achten Platz. Demnach unterhält Republic Services mit über 18.600 Fahrzeugen den achtgrößten Fuhrpark aller US-Unternehmen.